# B-Boys & Flygirls
„B-Boys & Flygirls” – trzeci singel fińskiego zespołu Bomfunk MC’s, który został wydany w 1999 roku. Został umieszczony na albumie In Stereo.

## Lista utworów
- CD singel (1999)[1]

1. „B-Boys & Flygirls” (Radio Edit) – 3:14
2. „B-Boys & Flygirls” (Original Version) – 4:20

## Notowania na listach sprzedaży
| Kraj              | Lista (1999/2000/2001) | Najwyższa pozycja | Certyfikat |
| ----------------- | ---------------------- | ----------------- | ---------- |
| Szwecja           | Top 60 Singles         | 3                 | złoto      |
| Belgia (Flandria) | Ultratop 50            | 4                 | –          |
| Finlandia         | Top 10 Singles         | 5                 | –          |
| Australia         | Top 50 Singles         | 7                 | platyna    |
| Holandia          | Single Top 100         | 14                | –          |
| Austria           | Singles Top 40         | 14                | –          |
| Niemcy            | Top 100 Singles        | 18                | –          |
| Szwajcaria        | Top 100 Singles        | 20                | –          |
| Belgia (Walonia)  | Ultratop 40            | 31                | –          |
| Francja           | Top 100 Singles        | 68                | –          |